# Tesa Herman
Tesa Herman (1988) è un'ex sciatrice alpina slovena.

## Biografia
Attiva in gare FIS dal novembre del 2003, in Coppa Europa la Herman esordì il 6 febbraio 2005 a Castelrotto in supergigante (61ª), ottenne il miglior piazzamento il 14 dicembre 2007 a Davos nella medesima specialità (13ª) e prese per l'ultima volta il via il 12 marzo 2010 a Kranjska Gora in slalom gigante (42ª). Si ritirò al termine di quella stessa stagione 2009-2010 e la sua ultima gara fu uno slalom gigante FIS disputato il 7 aprile a Davos, chiuso dalla Herman all'11º posto; in carriera non debuttò in Coppa del Mondo né prese parte a rassegne olimpiche o iridate.

## Palmarès

### Coppa Europa
- Miglior piazzamento in classifica generale: 130ª nel 2008

### Campionati sloveni
- 1 medaglia:
  - 1 oro (slalom gigante nel 2005)